# 胸骨甲状筋
胸骨甲状筋（きょうこつこうじょうきん、sternothyroid muscle）は頚部の筋肉のうち、胸骨舌骨筋直下の体側を上下に走り甲状腺を覆いながら甲状軟骨に繋がる筋肉である。舌骨を下方に引く作用を持つ。
胸骨甲状筋の起始は胸骨柄、第一肋軟骨・第二肋軟骨の後面から起こり、上方に向かいながら甲状腺を覆い、甲状軟骨に停止する。